# 松神簡易郵便局
松神簡易郵便局（まつかみかんいゆうびんきょく）は、青森県西津軽郡深浦町にある簡易郵便局である。局番号は84798。本項では同局の前身となったサンタクロース岩崎簡易郵便局についても記載する。

## 概要
昭和から平成にかけてのバブル経済の中で西津軽郡岩崎村では津軽国定公園十二湖が森と湖の国として知られる北欧フィンランドと景観イメージがよく似ているとしてフィンランドと提携し、リゾートパーク「サンタランドいわさき」を核としたサンタクロースによる村おこしを計画していた。同村は1989年（平成元年）7月にフィンランドのロヴァニエミに1800万円の負担金を納めてサンタランドの名称の使用権などのライセンスを取得した。このサンタランドいわさきは1992年（平成3年）度から10年をかけて400億円の事業費により整備される予定であった。
その事業の一環として1989年（平成元年）12月1日に開局したのが松神簡易郵便局の前身となるサンタクロース岩崎簡易郵便局である。
同局でサンタクロースへの手紙をフィンランドに取り次ぎ、「本物のサンタクロースからの手紙」が同局を通してクリスマスに届けられた。また村が参画している第三セクターであるサンタランドいわさきが企画した絵本「クリスマスゆうブック」はポスタルサービスセンター（現在の郵便局物販サービス）の推奨品として販売したところ初年度に2万6000個が売れ、予想をはるかに上回る大ヒットとなった。村にはサンタランドの場所を問い合わせる電話も入り、村ではサンタランド用地36ヘクタールを総額2億2000万円をかけて取得するなどサンタランド実現に向けての動きが着々と進められていた。
ところが翌年以降のクリスマスゆうブックの販売数は1万8000個で推移し、1994年（平成6年）には約9000個に激減した。これは他地方の郵政局でもクリスマス向けの物販が行われ、それまで全国の郵便局に送られていたチラシが同年から東北郵政局管内だけに限られたことが大きいとして、多局の商品を締め出さずに共存共栄を図った方が全体としてメリットになると思うと岩崎郵便局長は語っている。なおこの意見が逓信協会雑誌に載ったことで東海郵政局では方針を転換し、チラシの受け入れを再開している。バブル崩壊に伴う不況でサンタランドいわさきも1993年（平成5年）5月11日の取締役会で第1期工事の投資額の30億円を10億円に減額修正、第1期、第2期工事で2棟建設予定であったホテルは38棟のログハウスへと変更された。
そんな状況ではあったが1996年（平成8年）には第1期工事が終了しサンタランドの核となる宿泊施設群「サンタランド白神」がオープンする。これに伴い同局は移転し、ログハウス調の建物へと建て替えられた。当時の窓口は海外からの手紙やサンタクロースの人形が飾られた賑やかなものであった。
しかし第2期工事が行われることはなく、2005年（平成17年）3月31日をもって岩崎村は合併し深浦町となる。2008年（平成20年）10月1日にはサンタランド白神もアオーネ白神十二湖に名称を変えることとなった。同局も2009年（平成21年）9月25日には窓口を閉鎖し、2010年（平成22年）5月10日には現在の松神簡易郵便局の位置に移転、改称した。

## 沿革
- 1989年（平成元年）12月1日 - 十二湖駅前の岩崎村松神下浜松32ににサンタクロース岩崎簡易郵便局として開局[3]。
- 1996年（平成8年） - サンタランド白神のオープンに伴い岩崎村松神下浜松14に移転。
- 2009年（平成21年）9月25日 - 窓口を一時閉鎖[12]。
- 2010年（平成22年）5月10日 - 松神簡易郵便局に改称、現在位置に移転[13]。

## アクセス
- 五能線十二湖駅から国道101号経由で600m